# Peñamiller
Peñamiller, es una población y una delegación del municipio de Peñamiller, está ubicada al norte del estado de Querétaro, en México.

## Toponimia
El topónimo de Peñamiller viene del bable o asturiano, peña y mieres; se entiende como cerro de mil peñascos o la peña millera. Le fue dado por el teniente coronel de virreyes José de Escandón, debido a la gran semejanza que guarda el cerro que se levanta al oriente de la población, llamado El Picacho, con otro que se levanta en Asturias, España.

## Sitios de interés

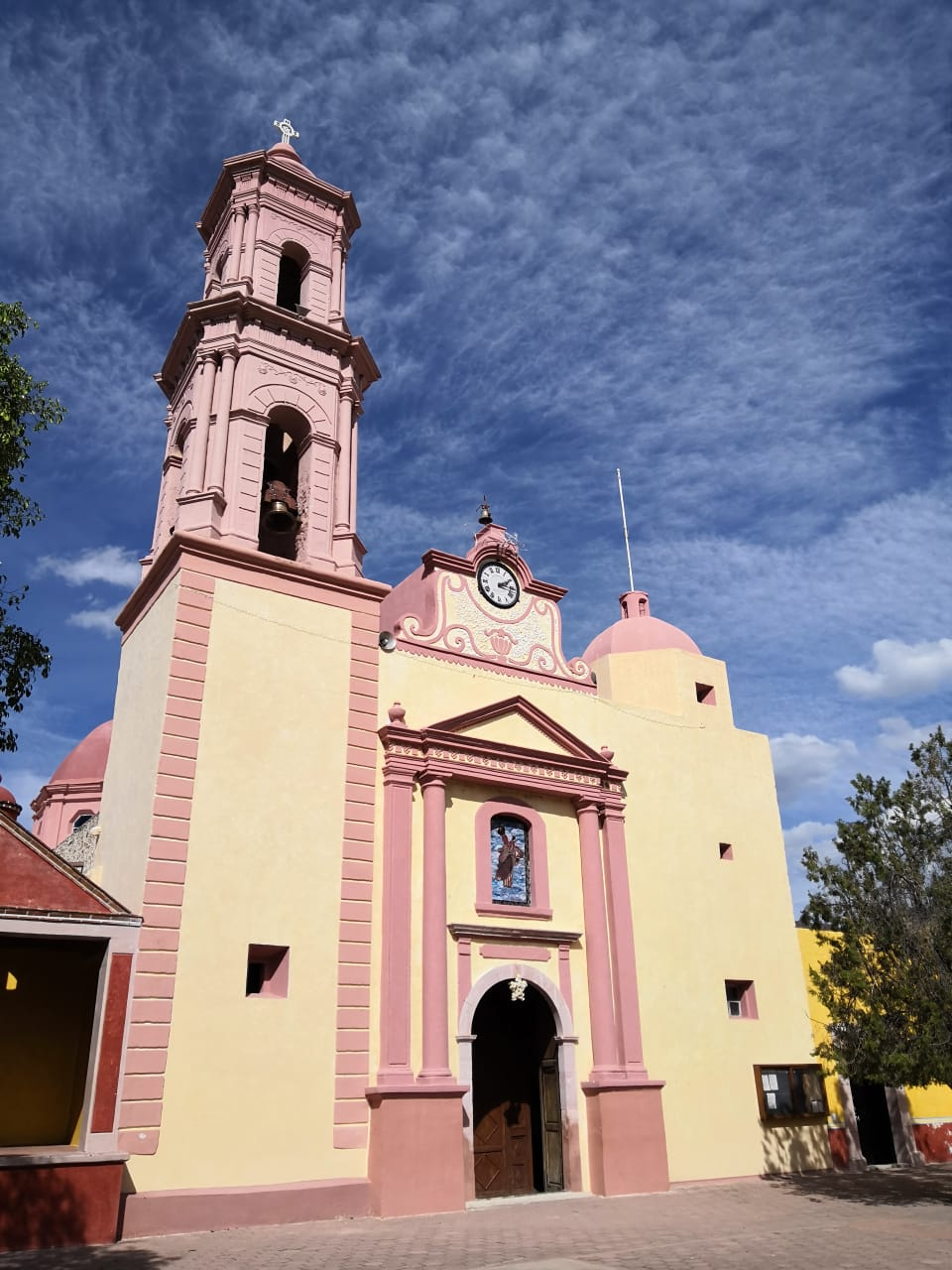
Parroquia de Peñamiller

La localidad alberga una iglesia barroca, dedicada a Santa María de la Asunción, construida entre 1751 y 1758.